# 1964년 9월 베트남 공화국 쿠데타 시도
1964년 9월 베트남 공화국 쿠데타 시도는 1964년 9월 13일과 14일 베트남 공화국 사이공시에서 일어난 군 세력의 쿠데타 시도이다.